# Masaaki Takada
Masaaki Takada (高田 昌明 Takada Masaaki?), född 26 juli 1973 i Chiba prefektur, är en japansk före detta fotbollsspelare.
Takada började sin karriär 1992 i Yokohama Flügels. Med Yokohama Flügels vann han japanska cupen 1993. 1997 flyttade han till Vissel Kobe. Efter Vissel Kobe spelade han för Tokyo Fulie, Yokohama FC, Sony Sendai och Shizuoka FC. Han avslutade karriären 2006.